# Leopold Guillem d'Habsburg
Leopold Guillem d'Habsburg, arxiduc d'Àustria (Wiener Neustadt, Baixa Àustria, 5 de gener de 1614 – Viena, 20 de novembre de 1662) va ser un militar, bisbe i col·leccionista d'art austríac. Entre 1647 i 1656 va ser governador dels Països Baixos Espanyols.
Va ser el setè i últim fill de l'emperador Ferran II i de Maria Anna de Baviera, i germà de l'emperador Ferran III d'Habsburg: el 1625 va ser ordenat bisbe, ocupant les seus d'Halberstadt, Magdeburg, Olomouc, Passau, Breslau i Estrasburg; des de 1641 va ser a més Gran Mestre de l'Orde Teutònic.
Va prestar servei militar com general durant la Guerra dels Trenta Anys, i en retirar-se Matthias Gallas fou nomenat comandant principal dels imperials i va renunciar després de la derrota a la segona batalla de Breitenfeld en 1642. Nomenat governador dels Països Baixos Espanyols el 1647, va fixar la seva residència a Brussel·les i, amb l'ajuda del pintor David Teniers el Jove, va reunir una preciosa col·lecció d'obres d'art flamenques i italianes, nucli del Kunsthistorisches Museum de Viena.
A la seva mort, esdevinguda el 1662, va ser nomenat com el seu successor el seu nebot Carles Josep d'Habsburg, que, no obstant això, va morir molt jove dos anys després.